# Montvalen
Montvalen település Franciaországban, Tarn megyében. Lakosainak száma 243 fő (2022. január 1.). Montvalen Bondigoux, Le Born, Layrac-sur-Tarn, Mirepoix-sur-Tarn, Villemur-sur-Tarn, Beauvais-sur-Tescou, Grazac, Roquemaure és Tauriac községekkel határos.

## Népesség
A település népességének változása:
| Lakosok száma | 213  | 226  | 236  | 237  | 235  | 237  | 239  | 241  | 243  |
|               | 2013 | 2015 | 2016 | 2017 | 2018 | 2019 | 2020 | 2021 | 2022 |